# Pawieł Markitan
Pawieł Filippowicz Markitan (ros. Павел Филиппович Маркитан, ur. 1887 we wsi Glebki w guberni wołyńskiej, zm. 25 października 1937 w Kijowie) – radziecki polityk.

## Życiorys
Ukończył seminarium nauczycielskie, później do 1914 kierował dwuklasową szkołą podstawową, następnie 1914-1917 służył w rosyjskiej armii i szkolił się w szkole chorążych w Czuhujiwie, w 1917 został członkiem Rady Bałaszowskiej. Od 1918 należał do RKP(b), w 1919 był sekretarzem powiatowego komitetu RKP(b) w guberni saratowskiej, 1919-1920 szefem Wydziału Specjalnego Czeki dywizji piechoty, a 1924-1925 sekretarzem odpowiedzialnym podolskiego gubernialnego komitetu KP(b)U. Jednocześnie od 16 maja 1924 do 6 grudnia 1925 był zastępcą członka KC KP(b)U i w 1925 instruktorem KC KP(b)U, 1925-1926 kierował Wydziałem Organizacyjno-Instruktorskim Ludowego Komisariatu Inspekcji Robotniczo-Chłopskiej Ukraińskiej SRR, od 12 grudnia 1927 do 20 listopada 1927 był członkiem Centralnej Komisji Kontrolnej KP(b)U i od 1926 do 1 lutego 1927 sekretarzem odpowiedzialnym Komitetu Okręgowego KP(b)U w Odessie, a od 29 listopada 1927 do 9 kwietnia 1929 ponownie zastępcą członka i następnie od 9 kwietnia 1929 do 30 sierpnia 1937 członkiem KC KP(b)U. Od 1927 do 1929 kierował Wydziałem Agitacyjno-Propagandowym KC KP(b)U, od czerwca 1928 do 5 czerwca 1930 był zastępcą członka Biura Organizacyjnego KC KP(b)U i jednocześnie od 1929 do września 1930 sekretarzem odpowiedzialnym Komitetu Okręgowego KP(b)U w Krzywym Rogu, 1930-1932 kierował Wydziałem Kultury i Propagandy Leninizmu KC KP(b)U. Od lutego do 1 lipca 1932 był II sekretarzem Obwodowego Biura Partyjnego KP(b)U w Kijowie, od czerwca do października 1932 II sekretarzem Komitetu Obwodowego KP(b)U w Odessie, od października 1932 do stycznia 1934 I sekretarzem Biura Organizacyjnego KP(b)U na obwód czernihowski, a od stycznia 1934 do 1937 I sekretarzem Komitetu Obwodowego KP(b)U w Czernihowie, jednocześnie od 30 czerwca do 30 sierpnia 1937 członkiem Biura Organizacyjnego KC KP(b)U. 29 września 1937 został aresztowany podczas wielkiej czystki i następnie rozstrzelany.